# Robinson, Kansas
Robinson là một thành phố thuộc quận Brown, tiểu bang Kansas, Hoa Kỳ. Năm 2010, dân số của xã này là 234 người.

## Dân số
Dân số các năm:
- Năm 2000: 216 người
- Năm 2010: 234 người